# Línea 1 del Transmetro (Guatemala)
La línea 1 de Transmetro (también llamado eje centro histórico) es la tercera línea del servicio de transporte Transmetro de la ciudad de Guatemala. Recorre en gran parte la zona 1 de la capital. Fue inaugurado el 19 de diciembre de 2012 por el alcalde Álvaro Arzú.

## Rutas
| L01 | Línea 1 |

## Estaciones
| Línea | Estaciones                                     |
| ----- | ---------------------------------------------- |
| L01   | Estación Gómez Carrillo                        |
| L01   | Estación San Agustín                           |
| L01   | Estación Parque Centenario                     |
| L01   | Estación San Sebastián (Estación de trasbordo) |
| L02   | Estación San Sebastián (Estación de trasbordo) |
| L01   | Estación Mercado Central                       |
| L01   | Estación Correos                               |
| L01   | Estación Beatas de Belén                       |
| L01   | Estación Paseo de las Letras                   |
| L01   | Estación Centro Cívico                         |
| L01   | Estación Sur Dos                               |

## Horario
| Lunes a viernes   | Sábado            | Domingo           |
| ----------------- | ----------------- | ----------------- |
| 5:30 a 20:00 hrs. | 5:30 a 19:00 hrs. | 6:30 a 19:00 hrs. |